# Genimen burmanum
Genimen burmanum är en insektsart som beskrevs av Willy Adolf Theodor Ramme 1941. Genimen burmanum ingår i släktet Genimen och familjen gräshoppor. Inga underarter finns listade i Catalogue of Life.